# ゴッデス・イン・ザ・ドアウェイ
『ゴッデス・イン・ザ・ドアウェイ』（Goddess in the Doorway）は、ミック・ジャガーが2001年に発表した4作目のソロ・アルバム。日本で先行発売された。

## 解説
「ヴィジョンズ・オブ・パラダイス」には、マッチボックス・トゥエンティのメンバー2人が参加。また、レニー・クラヴィッツが前作『ワンダーリング・スピリット』（1993年）に引き続いてゲスト参加しており、「ゴッド・ゲイヴ・ミー・エヴリシング」において、ボーカルのみならずほとんどの楽器を担当した。「ジョイ」はU2のボノとのデュエット曲だが、レコーディング当時U2はツアーに出ていたため、一緒にボーカルを録音することはできず、ミックはボノにテープを渡して、好きなように歌わせたという。他にピート・タウンゼントやジョー・ペリー等もゲスト参加している。

## 収録曲
特記なき楽曲はミック・ジャガー作詞・作曲。
1. ヴィジョンズ・オブ・パラダイス - "Visions of Paradise" (Mick Jagger, Rob Thomas, Matt Clifford) - 4:02
2. ジョイ - "Joy" - 4:41
3. ダンシング・イン・ザ・スターライト - "Dancing in the Starlight" - 4:06
4. ゴッド・ゲイヴ・ミー・エヴリシング - "God Gave Me Everything" (M. Jagger, Lenny Kravitz) - 3:34
5. ハイド・アウェイ - "Hide Away" - 4:31
6. ドント・コール・ミー・アップ - "Don't Call Me Up" - 5:14
7. ゴッデス・イン・ザ・ドアウェイ - "Goddess in the Doorway" (M. Jagger, M. Clifford) - 4:56
8. ラッキー・デイ- "Lucky Day" - 4:51
9. エヴリバディ・ゲッティング・ハイ - "Everybody Getting High" - 3:55
  - 2010年にホンダ・フィットのCMソングとして起用された。
10. ガン - "Gun" (M. Jagger, M. Clifford) - 4:39
11. トゥー・ファー・ゴーン - "Too Far Gone" - 4:34
12. イフ・シングス・クッド・ビー・ディフレント - "If Things Could Be Different" - 4:49
  - 日本盤ボーナス・トラック
13. ブランド・ニュー・セット・オブ・ルールズ - "Brand New Set of Rules" - 7:39
  - 隠しトラックを含む

## 参加ミュージシャン
- ミック・ジャガー - ボーカル、ギター
- マーティ・フレデリクセン - ギター、バッキング・ボーカル、ベース、ドラムス
- マット・クリフォード - キーボード
- ボノ - ボーカル(on 2.)
- カイル・クック - ギター(on 1.)
- ピート・タウンゼント - ギター(on 2. 10.)
- ミルトン・マクドナルド - ギター(on 3.)
- レニー・クラヴィッツ - ギター、ベース、ドラムス、タンブリン、バッキング・ボーカル(on 4.)
- クレイグ・ロス - 12弦ギター(on 4.)
- ワイクリフ・ジョン - ギター(on 5.)
- ミック・ドーラン - ギター(on 8. 12. 13.)
- ジョー・ペリー - ギター(on 9. 11.)
- フィル・スポルディング - ベース(on 1. 2. 7. 8. 9. 10. 12. 13.)
- ジェリー・デュプレシス - ベース(on 5.)
- クリス・フレデリクセン - ベース(on 6.)
- イアン・トーマス - ドラムス(on 1. 2. 7. 8. 10. 12. 13.)
- ケニー・アロノフ - ドラムス(on 3.)、パーカッション(on 9.)
- ジム・ケルトナー - ドラムス(on 6. 11.)
- ロバート・アーロン - キーボード、フルート、ホルン(on 5.)
- スティーヴ・ナイトリー - マンドリン(on 1. 6. 7. 12.)
- レニー・カストロ - パーカッション(on 1. 3. 6. 11.)
- ポール・クラーヴィス - パーカッション(on 7.)
- マックス・ヘイズ - ドラム・プログラミング(on 7. 10.)
- クリス・ホワイト - テナー・サックス(on 8.)
- パッツィ・ギャンブル - バリトン・サックス(on 8.)
- スティーヴ・シドウェル - トランペット(on 8.)
- ニール・シドウェル - トロンボーン(on 8.)
- ロブ・トーマス - バッキング・ボーカル(on 1.)
- ルビー・ターナー - バッキング・ボーカル(on 2. 3. 5. 9.)
- Tatiana Okou - バッキング・ボーカル(on 7.)
- エリザベス・ジャガー - バッキング・ボーカル(on 13.)
- ジョージア・メイ・ジャガー - バッキング・ボーカル(on 13.)